# صاصل منحني
صاصل منحني (الاسم العلمي: Ornithogalum nutans) هو نوع نباتي يتبع جنس الصاصل من فصيلة الهليونية.